# Macromia yunnanensis
Macromia yunnanensis – gatunek ważki z rodziny Macromiidae.